# ポンセ (プエルトリコ)
ポンセ（スペイン語: Ponce）は、アメリカ合衆国プエルトリコ島の南部に位置する都市。

## 概要
人口では、サンフアン、バヤモン、カロリーナに次ぐ、第4都市であり、都市圏人口では、サンフアンを中心とするサンフアン・バヤモン広域都市圏に次ぐ、第2都市圏であるポンセ・ジャウーコ・コアーモ広域都市圏の中心都市である。

### 地名の由来
その名称は、スペイン人の有名なコンキスタドールであるフアン・ポンセ・デ・レオンの孫のフアン・ポンセ・デ・レオン・イ・ロアイサ (Juan Ponce de León y Loayza) にちなんでいる。街にはLa Perla del Sur (南の真珠)、La Ciudad Señorial (高貴な街)、La Ciudad de las Quenepas (ゲニップ〈チブサノキ〉の都市)などの別名がある。

## 歴史
現在のポンセのある地域は、タイノ族が住んでいたプエルトリコの南岸に沿って広がるグアイニア (Guaynia) 地域に属し、カシケ(酋長)のAgüeybanaが治めていた。彼はスペイン人コンキスタドールのフアン・ポンセ・デ・レオンが島に到着した際に、謁見したカシケの一人であった。
植民時代の初期、スペイン人はプエルトリコ島南部のJacaguas川周辺に居住を開始した。安全上の理由から、彼らはポルトガル川 (Portugués river) の土手に移住し、その場所をバラヤマ (Barayama) と呼んだ。1646年頃、川とGuayanilla湾の間の土地は、ポンセと呼ばれるようになった。
1670年に小さな居住区の中央に、グアダルーペの聖母を称える小さなチャペルが建設された。住民の中には、フアン・ポンセ・デ・レオン・イ・ロアイザや近隣のサンジェルマンからやって来たポルトガル人のドン・ペドロ・ロドリゲス・デ・グズマン (Don Pedro Rodríguez de Guzmán) らがいた。
1692年9月17日、スペイン王のカルロス2世は、チャペルを小教区に変更する勅許 (Cédula Real) を発行し、この小規模居住区は村落 (Hamlet) として公式に認められた。フアン・ポンセ・デ・レオンの孫であるフアン・ポンセ・デ・レオン・イ・ロアイザが、この勅許を取得するのに、役割を果たしたと考えられている。
1700年代初頭、ドン・アントニオ・アバッド・ロドリゲス・ベリオス (Don Antonio Abad Rodriguez Berrios) が、聖アントニオ・アバッドの名の元で、小さなチャペルを建てた。チャペルのあるこのエリアの名称は後に、近代のポンセにおいて歴史的に重要なエリアであるサン・アントン (San Antón) となった。

### 19世紀の移民の流入
1800年代初期、ポンセは島に多く点在する村落の一つにすぎなかった。居住者は農業、牧畜や異国との密輸によって生計を立てていた。しかし、1820年代に起きた3つの変化により、街のサイズは急劇に大きくなった。1つ目の変化は、1792年から1804年の間に起きたハイチ革命から逃れてきた、多くのフランス人がやって来たことである。この動きは1820年代までそれほど重要では無かったが、フランス人企業家 (Entrepreneur) は、ポンセでのサトウキビを生産するために重要な、平らで広大な土地と十分な資本、奴隷、周辺との商業的な繋がりに目をつけた。2つ目の変化は、1810年から1820年代にかけて、中南米諸国がスペイン帝国から独立し、帝国の衰退によって、これらの国（特にベネズエラ）から家主や商人がやって来たことである。3つ目の変化は1815年のスペイン国王令である。この王令は、政治的にスペインと友好的な国の市民が、カトリックに改宗し農業に従事すれば、プエルトリコへの移住を許可されるというものであった。これらの変化によって生じた集団的な移住により、街の大きさが巨大になっただけでなく、住民の性格そのものも変化させた。街が成長した結果、1848年7月29日、イサベル2世によって、ポンセ村落 (Hamlet) は、村 (Village) となることが宣言され、1877年にポンセは都市憲章を得た。
1815年の王令で、経済が強化されただけでなく、ヨーロッパからの大量の移民が生じることとなった。英国、フランス、ドイツや東部スペインのカタルーニャ地方、バレアレス諸島などから移民が押し寄せた。移民にはキューバ、コロンビア、ベネズエラの独立革命から逃れてきた裕福なスペイン人もいた。
これらの移民には、コーヒー、とうもろこし、サトウキビの栽培や、ラム酒、あるいは銀行や金融業、工業製品の輸入、鉄の鋳造などで財を成す者がいた。1898年にアメリカ人が島に侵入してきた際、ポンセはプエルトリコ最大の街であっただけでなく、 (1827年から) 島の主要な金融センターであり、他の島との最初の通信回線 (1875年) や金融機関、独自の通貨を所有していた。イングランド、ドイツ、オランダなどの領事館も存在した。

## 対外関係

### 姉妹都市･提携都市
- サラゴサ（スペイン王国 アラゴン州 サラゴサ県）